# Kerċem
Kerċem es uno de los sesenta y ocho consejos locales que conforman la actual organización territorial de la República de Malta, la cual entró en vigencia en el año 1993.
En el año 2008 Kerċem obtuvo la distinción EDEN, que otorga la Comisión Europea, a uno de los veinte «Mejores destinos de turismo y el patrimonio intangible local».

## Territorio y demografía
La superficie de este consejo local maltés, localizado en la isla de Gozo, abarca una extensión de territorio de unos 5,5 kilómetros cuadrados de superficie. La población de esta división administrativa se encuentra compuesta por un total de 1.905 personas (según las cifras que arrojaron el censo llevado a cabo en el año 2011). Mientras que su densidad poblacional es de 350 habitantes por cada kilómetro cuadrado aproximadamente.